# Фрімантл
Фрімантл (англ. Fremantle) — портове місто у австралійському штаті Західна Австралія, розташоване за 19 км на південний захід від Перту, столиці штату. Знаходиться у гирлі річки Свон на західному узбережжі Австралії. Є першим поселенням на території колонії Свон-Рівер. Засновано 1829 року. 1929 року отримано статус міста (англ. city). Відповідно до перепису 2006 року, чисельність населення міста становила 7459 чоловік, а однойменного району місцевого самоврядування — 24 835 человіки.
Місто названо на честь капітана Чарльза Фрімантла, англійського морського офіцера, що заявив про суверенітет Британії над Західною Австралією. У Фрімантлі збереглась велика кількість споруд XIX століття та інших об'єктів культурної спадщини.

## Населення

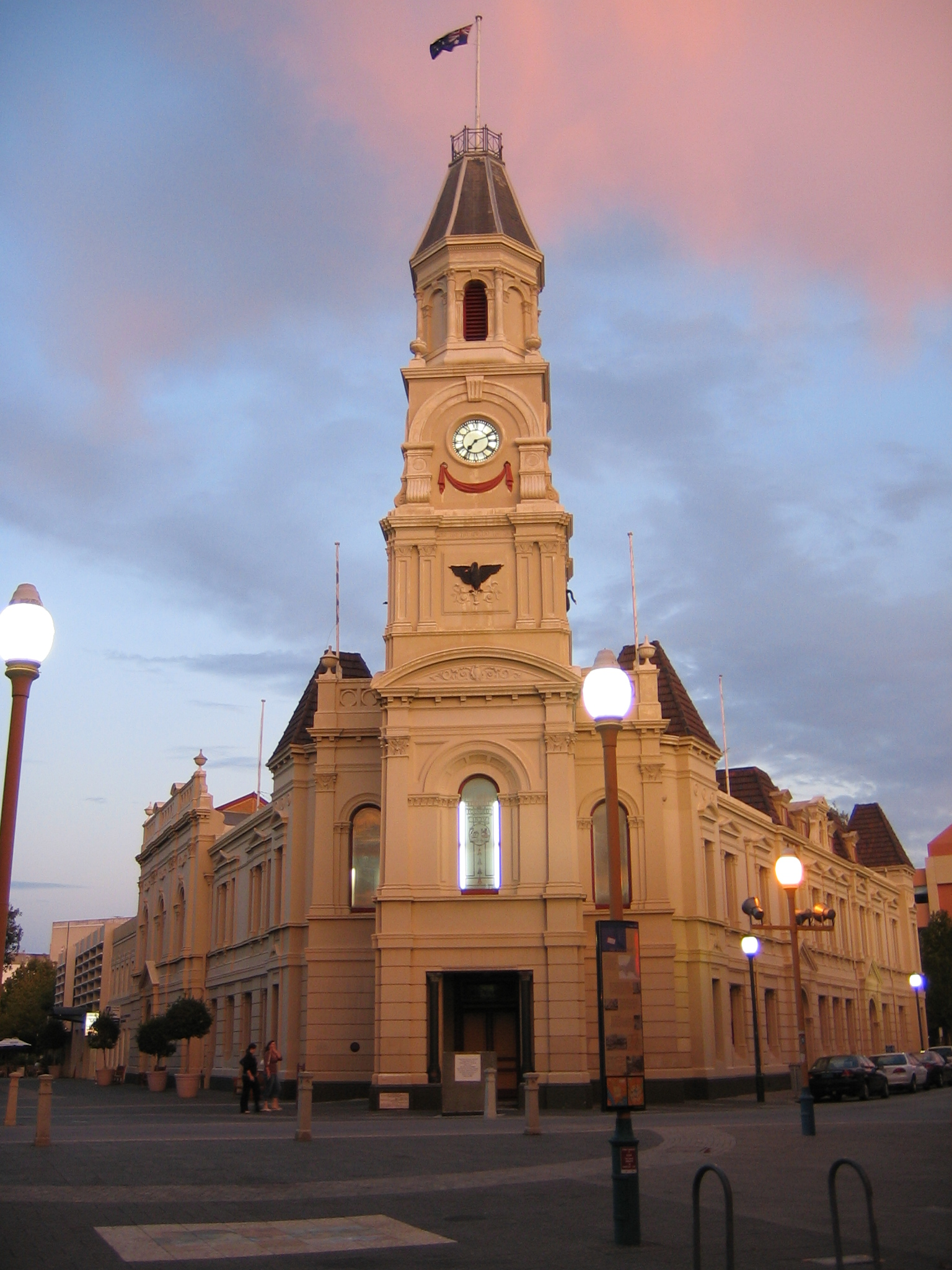
Будівля мерії Фрімантла

За даними перепису населення 2006 року у місті мешкало 7459 осіб. Показники за статевими категоріями: 3868 чоловіків та 3591 жінка. Показники за віковими категоріями: 3,6 % мешканців до 4 років, 7 % мешканців від 5 до 14 років, 12,5 % мешканців від 15 до 24 років, 48,4 % мешканців від 25 до 54 років, 28,5 % мешканців старших за 55 років. Середній вік становив 41 рік.
Національний склад населення: 57 % австралійців, 9,2 % англійців, 3,6 % італійців, 2,4 % новозеландців, 1,3 % шотландців і 0,9 % американців. Частка мешканців, що народились за кордоном, становила 30,3 %. Основною мовою спілкування в місті (74,3 %) була англійська мова. Друга за популярністю — італійська мова (5,3 %). За релігійним складом: частка атеїстів становила 28 %, католиків — 24,7 %, англіканців — 14,4 %, членів пресвітеріанської церкви — 2,1 %.
Частка сімей, у яких були діти, становила 30,9 % жителів; частка бездітних сімей — 49,5 %; частка неповних сімей — 16,7 %.
Середній щотижневий дохід на особу віком понад 15 років — AUD$ 539. Рівень безробіття у Фрімантлі 2006 року становив 5 %.

## Історія

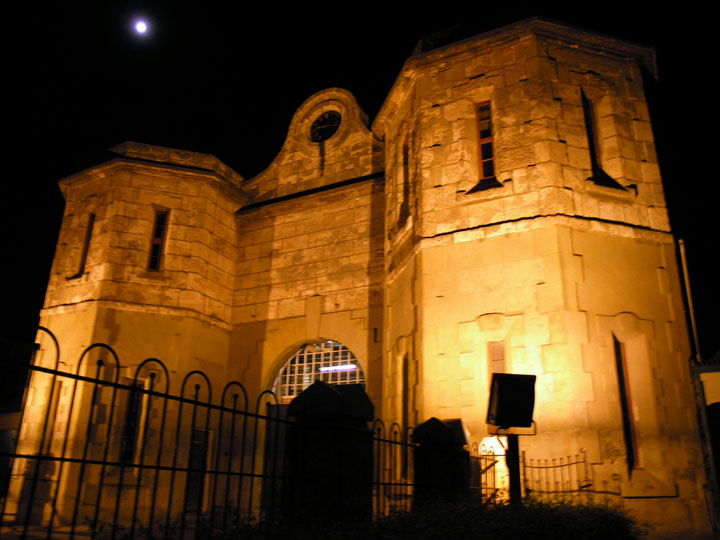
В'язниця Фрімантлу вночі

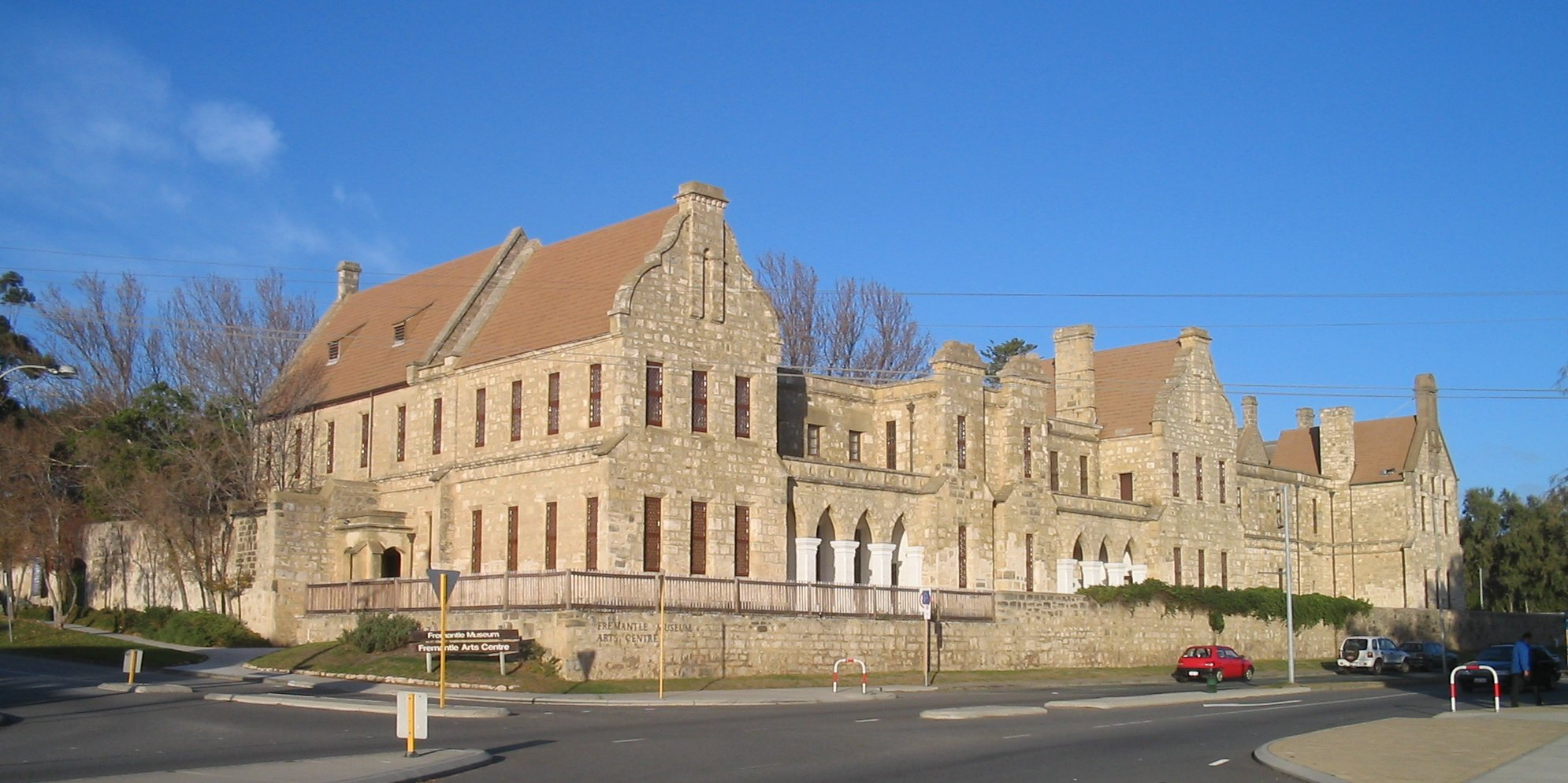
Місцевий Центр мистецтв

25 квітня 1829 року у гирлі річки Свон, де зараз знаходиться місто Фрімантл, пристав британський корабель Challenger під командуванням Чарльза Фрімантла. Основною задачею екіпажу було заснувати колонію. 2 травня 1829 року капітан Фрімантл оголосив про суверенітет Британської імперії над всім західним узбережжям Нової Голландії. Для цього спеціально було проведено офіційну церемонію. За кілька днів було розбито перший табір колоністів, який поклав початок місту Фрімантл.
Через місяць, 1 червня, до берегів річки підійшло судно Parmelia, капітан якого Джеймс Стірлінг, офіційно оголосив про створення колонії Суон-Рівер. 12 серпня 1829 року було засновано місто Перт. 25 серпня капітан Фрімантл, що надав значну підтримку Стірлінгу, покинув колонію. Внаслідок Стірлінг вирішив назвати поселення на його честь — Фрімантл.
1897 року під керівництвом ірландського інженера було реалізовано проект із збільшення глибини місцевої бухти й видалення вапняних валунів та поглиблення гирла річки Свон. Таким чином Фрімантл перетворився на великий порт, й досі лишається одним з ключових портів Західної Австралії..
У роки Другої світової війни Фрімантл був другою найбільшою базою підводних човнів антигітлерівської коаліції на тихоокеанському театрі бойових дій.

## Пам'ятки архітектури

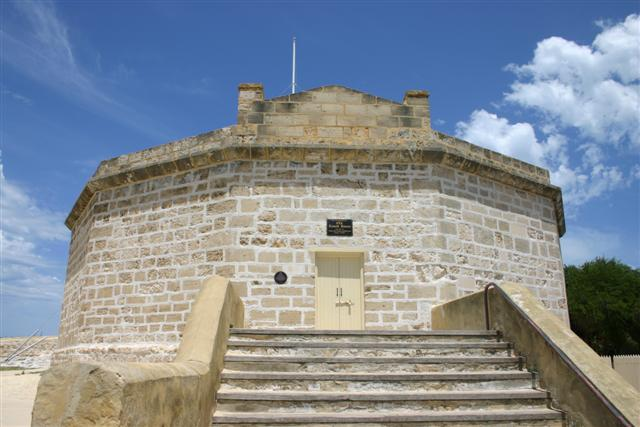
«Круглий дім»

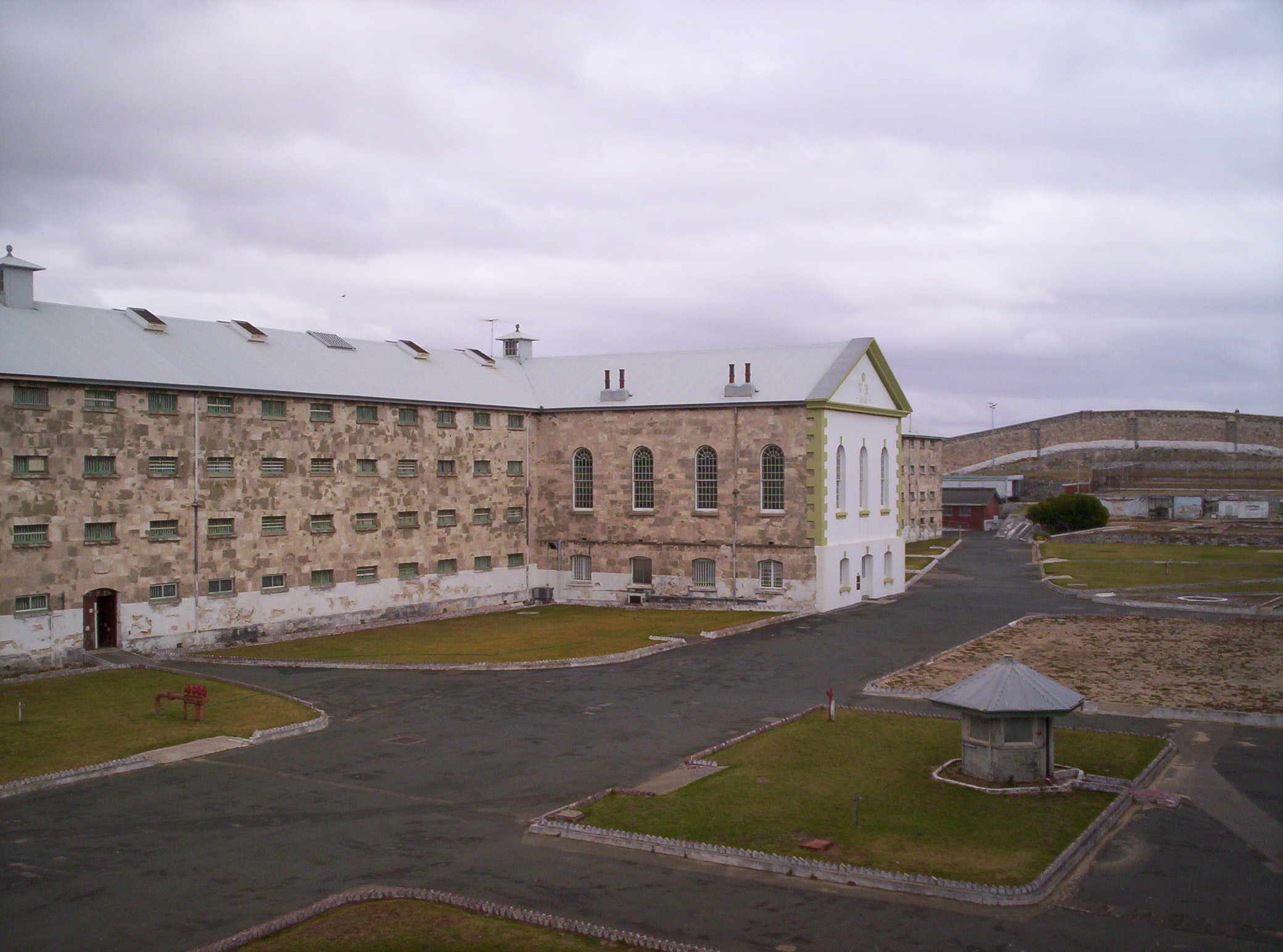
В'язниця Фрімантла

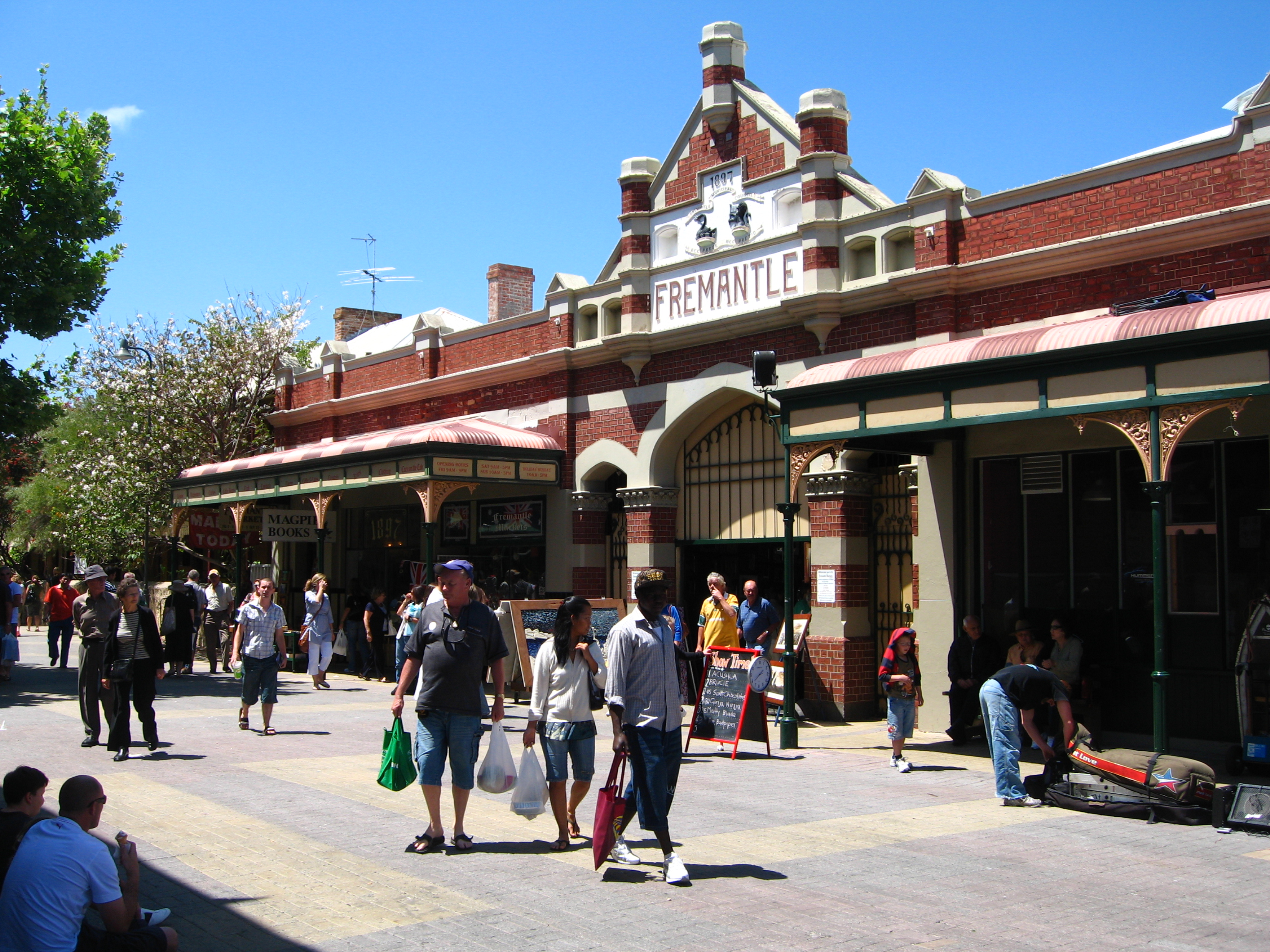
Ринок Фрімантла

Фрімантл відомий багатьма пам'ятками архітектури, що гарно збереглись, та утворюють єдність з міськими пейзажами. Перед усім, це колоніальні будівлі, збудовані в'язнями, стара пристань і порт, місцеві в'язниці. Більшість споруд побудовано з вапняку та прикрашено декорованими фасадами. Бурхливий розвиток міста, що слідував за розширенням місцевої бухти, породив цілі архітектурні ансамблі епохи Едуарда VII, які були збудовані торговими та корабельними компаніями на західній околиці міста та ділянках землі, які було осушено.
У Фрімантлі знаходиться найстаріша будівля у Західній Австралії, так званий «Круглий дім» (англ. Round House), — арештантська, збудована між 1830–1831 роками. Він містить вісім камер та резиденцію наглядача в'язниці, вікна якої відкриваються на центральний внутрішній двір. Під будівлею знаходиться тунель, зведений у XIX столітті місцевими китобоями для забезпечення прямого доступу до міста з пристані й пляжу.
«Круглий дім» розташовано на території західної частини Фрімантлу (англ. Fremantle's West End): накопичення вулиць біля південної частини порту, де розташовано будівлі георгіанської та вікторіанської архітектури. На початку 1990-х років багато з архітектурних об'єктів Західного району підпали під джентрифікацію.
У 1850 році, коли до Фрімантлу прибули 75 британських в'язнів, стало очевидним, що місцевого «Круглого дому» недостатньо для їх розміщення. В результаті в'язні збудували нову в'язницю, будівництво якої було завершено у 1850-х роках та яка діяла аж до 1991 року. У минулому ж Фрімантл мав репутацію одного з найбільш сумнозвісних місць ув'язнення у Британській імперії. У ньому оселяли британських, місцевих, військових в'язнів, а також військовополонених. У дійсний час місцеві в'язниці є об'єктами культурної спадщини штату Західна Австралія.
Іншою відомою пам'яткою архітектури є Музей історії Фрімантлу, який також було зведено в'язнями у 1860-х роках з місцевого вапняка: у минулому будівля музею, споруджена у вікторіанському стилі, використовувалась як психіатрична лікарня, та тепер вона є однією з пам'яток міста. У роки Другої світової війни будівля використовувалась як штаб військово-морських сил США, зараз же в ній розташовано Центр мистецтв Фрімантлу та Музей імміграції.
Ринок Фрімантлу утворює цілий промисловий район, у якому продаються делікатеси, працюють обідні зали, рибні та овочеві ринки. Перший камінь у фундаменті ринку було закладено 6 листопада 1897 року чинним прем'єром Західної Австралії Джоном Форрестом. У будівлі, спорудженій у вікторіанському стилі, міститься понад 150 прилавків, а саму її включено до національного списку з охорони історичних пам'яток.

## Міста-побратими
- Seberang Perai[en], Малайзія (1978)
- Йокосука, Японія (1979)
- Капо-д'Орландо, Італія (1983)
- Мольфетта, Італія (1984)
- Фуншал, Португалія (1996)

## Відомі постаті, пов'язані з містом
Тут народився Брайан Ґрейґ, сенатор від штату Західна Австралія (1999—2005).
На території місцевого кладовища поховано прах Бона Скотта, лідера-вокаліста легендарного австралійського рок-гурту AC/DC.